# 楚河州

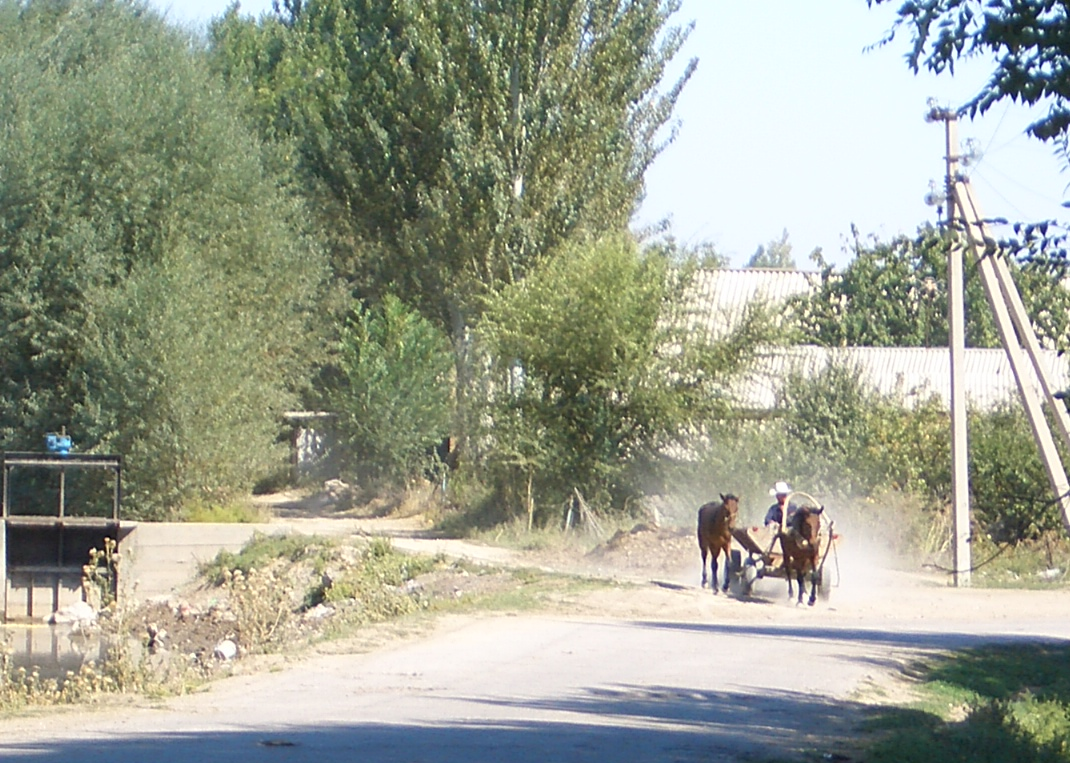
在米粮川（Милянфан）乡，楚河州之一个東干族乡

楚河州（亦作楚河省）是吉爾吉斯斯坦最北面的州，因位於楚河流域而得，是東干人的聚居地。楚河州的行政中心在比什凱克，除了是本州的首府以外，亦是吉爾吉斯的首都。在2003年到2006年5月期間，首府曾經遷往托克馬克。
楚河州包括有整個楚河河谷及鄰近的山脈與峽谷。河谷的黑土非常肥沃，而且被從楚河引來的河水灌溉着。當地的農業生產計有：小麥、玉蜀黍、甜菜、馬鈴薯、紫花苜蓿及各種不同品種的蔬菜及水果。在蘇聯統治期間，省內有不少農產品加工及其他工業，使省內湧現多個新市鎮，如：托克馬克、坎特及卡拉巴塔等。相對於國內其他省份，本州的人口成份比較複雜，計有：俄羅斯人、烏克蘭人、東干人（中國回民的後裔）、朝鮮人及德國人等。